# Drużynowe Mistrzostwa Polski w Podnoszeniu Ciężarów Mężczyzn 2019
Drużynowe Mistrzostwa Polski w Podnoszeniu Ciężarów Mężczyzn 2019 – 53. edycja rozgrywek ligowych w podnoszeniu ciężarów, rozgrywana w 2019 roku.

## Klasyfikacja
| Msc. | Klub                        | Wynik   |
| ---- | --------------------------- | ------- |
| 1.   | Budowlani Opole             | 5891,44 |
| 2.   | Mazovia Ciechanów           | 5235,91 |
| 3.   | Impuls Warszawa             | 5208,78 |
| 4.   | Budowlani Nowy Tomyśl       | 5142,50 |
| 5.   | Polwica Wierzbno            | 4767,73 |
| 6.   | Tytan Oława                 | 4748,81 |
| 7.   | Lechia Sędziszów Małopolski | 4524,13 |
| 8.   | UMLKS Radomsko              | 4444,62 |
| 9.   | Horyzont Mełno              | 2784,25 |
| 10.  | UKS Zielona Góra            | 2732,07 |